# Pèlerinage du mont Saint-Michel

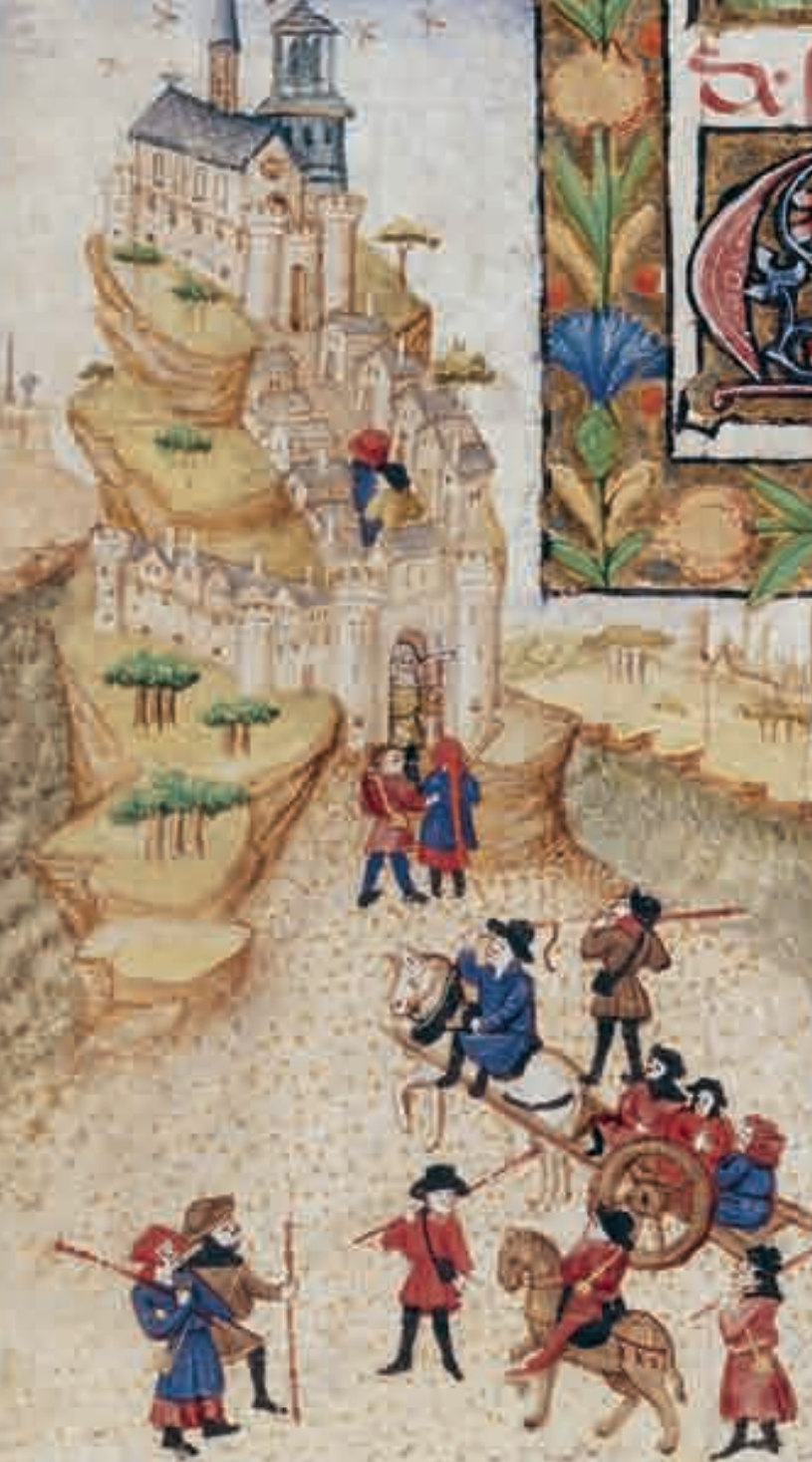
Pèlerins arrivant au Mont. Miniature extraite du livre d'heures de Pierre II de Bretagne, XVe siècle.

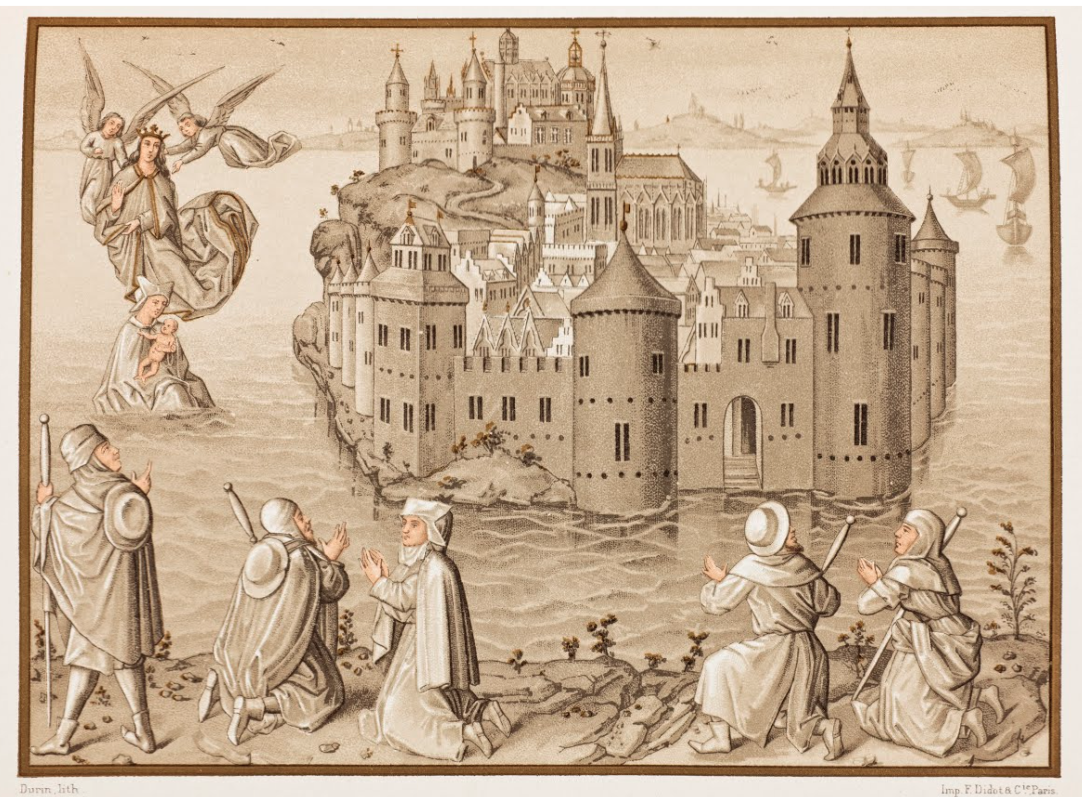
Miracle de la Vierge au Mont Saint-Michel, chromolithographie du XIXe siècle illustrant le miracle de la Vierge sauvant une famille miquelote (une femme et son enfant) du piège de la noyade en baie du Mont.

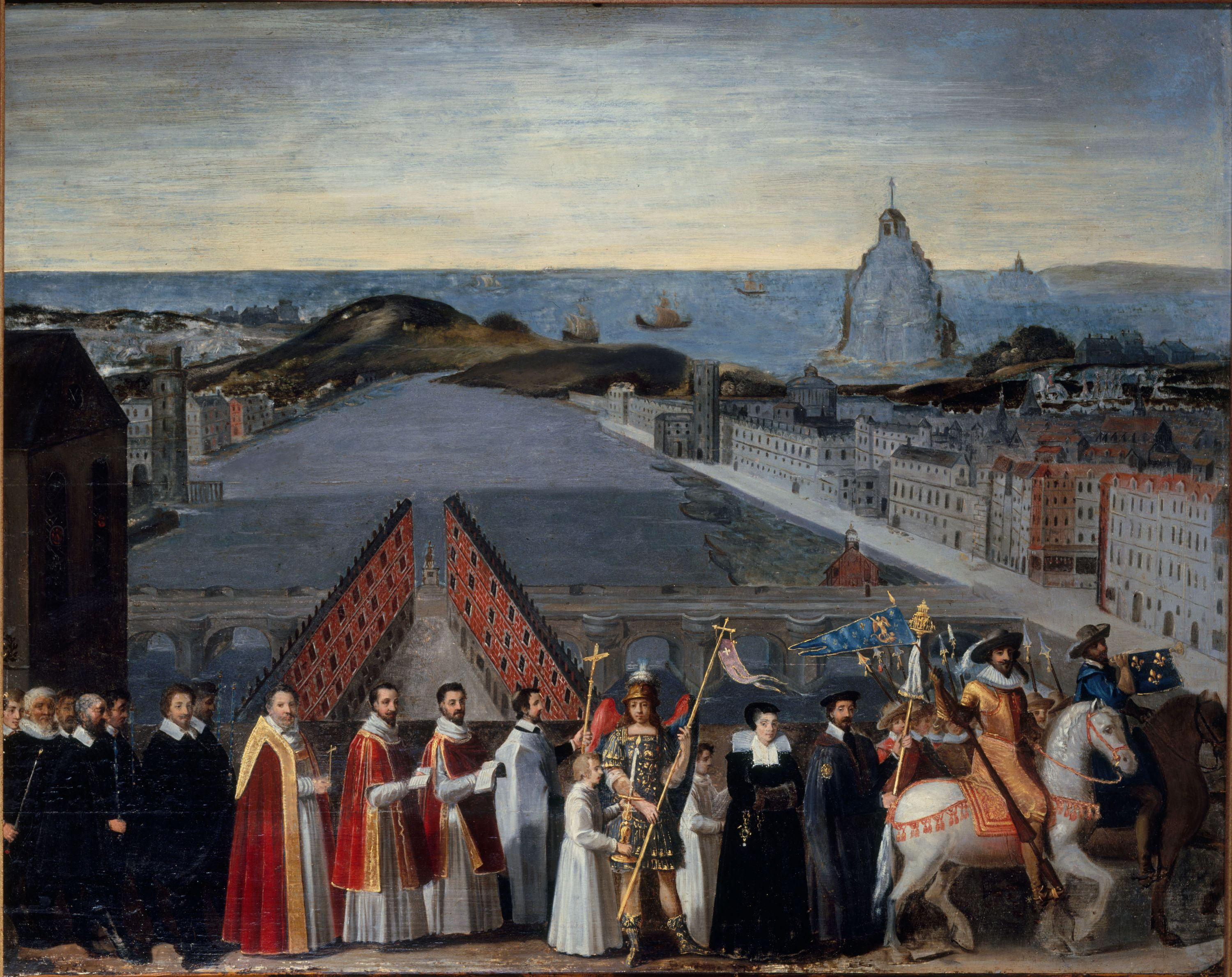
Procession de la confrérie parisienne des pèlerins de Saint-Michel-du-Mont sur le Pont-Neuf (musée Carnavalet).

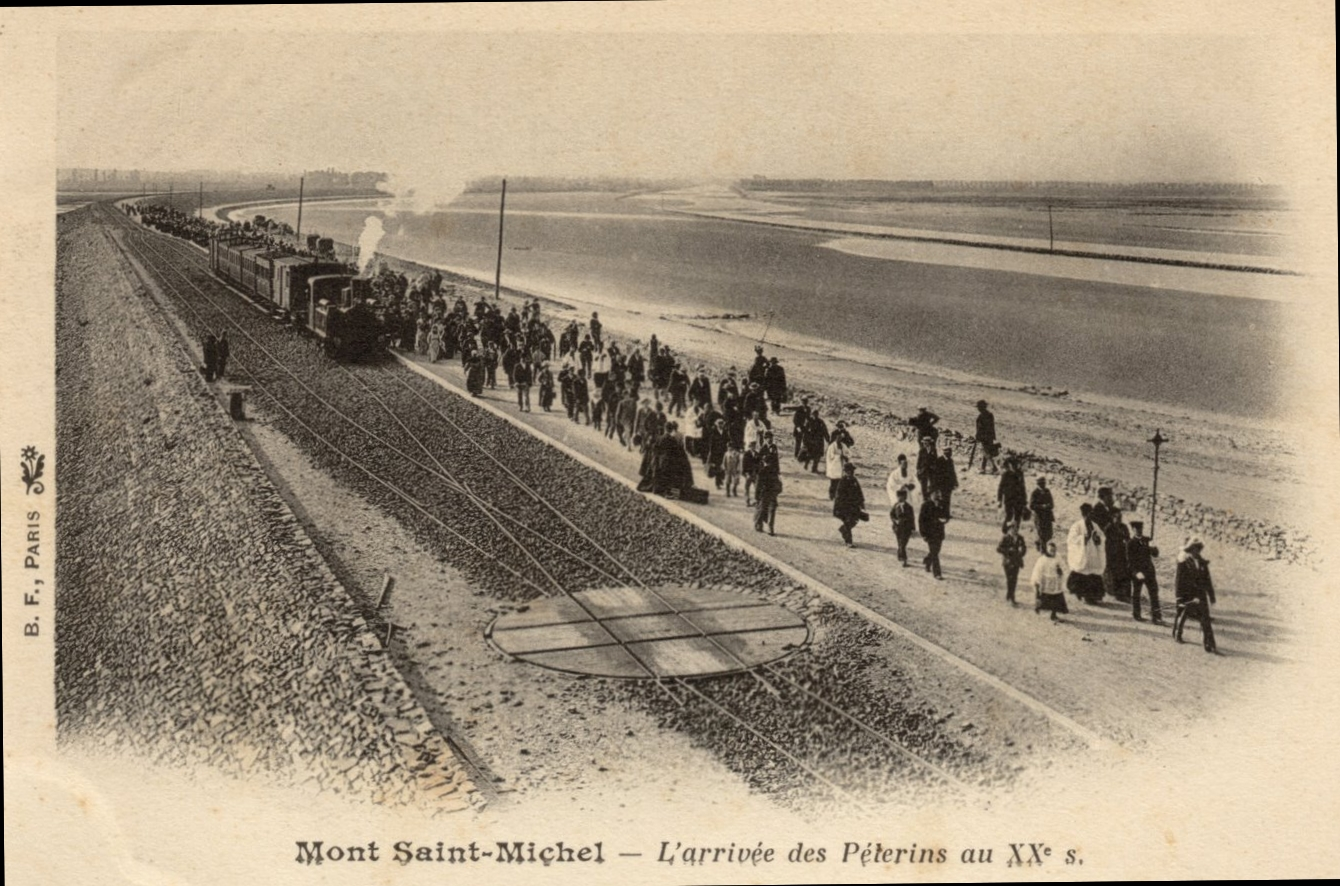
Départ d'une procession à partir du terminus de la ligne de Pontorson au Mont-Saint-Michel.

Le pèlerinage du mont Saint-Michel est un pèlerinage chrétien menant les pèlerins, appelés miquelots, à l'abbaye du Mont-Saint-Michel.

## Le culte à Saint-Michel et les premiers miquelots
Diffusé dès le IVe siècle en Orient, le culte à l'archange saint Michel prend de l'importance en Occident par l'Italie à partir du Ve siècle, notamment par la fondation vers 492 du sanctuaire de Monte Sant'Angelo du Gargano dans les Pouilles. Le rôle guerrier de l'Archange contre les démons et les forces diaboliques évoque dans l'esprit des chrétiens un pouvoir de protection, contre le mal, notamment, en ces temps belliqueux, les ennemis. Le sanctuaire, créé en 708 sur le mont Tombe par saint Aubert à la suite de l'apparition de l'Archange, participe à l'expansion du culte voué à celui-ci.
Le premier récit de pèlerin connu est celui du moine franc Bernard vers 867, Itinerarium Bernardi Monachi. Ce moine est assidu aux  pèlerinages. Il vient au mont après avoir été à Rome, au Monte Gargano, à Jérusalem et à Bethléem.
Un autre pèlerinage est rapporté également au IXe siècle : celui du parricide Ratbert, qui aurait effectué le voyage au mont par pénitence.

## Les pèlerinages du deuxième millénaire
À l'approche de l'an mille, le culte de saint Michel se manifeste de plus en plus. Au XIe siècle, l'abbatiale préromane du mont est remplacée par une nouvelle plus grande et des structures d'accueil permettent alors d'intensifier les pèlerinages. L'arrivée récente des Normands et les troubles féodaux favorisent l'invocation de l'archange protecteur. Le duc Richard II de Normandie vient y épouser Judith de Bretagne vers l'an mille.
Le pèlerinage au mont attire alors en dehors du royaume de France. Le pèlerin, appelé michelet ou miquelot y vient d'Italie, d'Alémanie, de Bavière ou de Flandre par des routes appelées « chemins de Paradis ». La perte de la Terre sainte et les angoissantes tensions entre les rois de France et d'Angleterre produisent des élans mystiques qui jettent des foules sur les chemins montais. Parmi elles, des jeunes convergent vers le Mont en bandes plus ou moins agressives pour les populations qu'ils croisent au point que « miquelot » devient synonyme de brigand.
L'essor du pèlerinage au XIVe siècle développe les activités commerciales du village. Des auberges reçoivent les visiteurs, les marchands sont regroupés dans le chemin des Loges, venelle située au pied de l'abbaye. Les loges de commerçants sont de petites cellules (comme les trois visibles dans la maison de la Truie) dans lesquelles ils vendent aux miquelots des béatilles (chapelets, agnus, médailles, coquilles Saint-Jacques, et notamment une spécialité montoise, l'ampoule en plomb que l'on remplit du sable des grèves). Ces objets de piété et de souvenir sont progressivement remplacés à partir du XIIIe siècle par des enseignes de pèlerinage : ces figurines en plomb mêlé d'un peu d'étain, à l'effigie de l'archange saint Michel, sont réalisées à partir de moules à coulées. Ancêtres de nos modernes médailles, elles se composent généralement de deux valves. De faible coût, à l'exception de quelques insigna en or ou en argent destinés aux grands personnages, elles sont utilisées comme broches pour les besaces des pèlerins, pour leurs chapeaux, ou pour les vêtements après leur retour du pèlerinage. Les fouilles effectuées autour de l'abbaye depuis le XIXe siècle ont notamment permis de recueillir un grand nombre de plombs de pèlerinage fabriqués au Mont dans des ateliers de taille de valves, de gravures de moules, et de fondeurs d'enseignes. Les moines sont propriétaires des moules, ce qui leur permet de contrôler la production des enseignes pour valider les modèles fabriqués par les artisans, et de s'assurer des profits générés par cette bimbeloterie religieuse.
Il faut alors imaginer les miquelots venant du centre de la France ou de l'Europe, n'ayant jamais vu la mer et qui traversent les grèves à l'aide d'un passeur, ce qu'ils peuvent associer à la fuite du peuple hébreu à travers les déserts. Ils doivent attendre la marée basse dans la baie du mont Saint-Michel pour atteindre le sanctuaire michaelien, ce qu'ils peuvent associer au passage de la mer Rouge. Les dangers qui guettent les pèlerins (passage de « criches », chenaux de flot aux tracés changeant qui isolent des bancs de sable et encerclent le miquelot, brouillard et sables mouvants) et qui ont été exacerbés pour les besoins de la propagande médiévale monastique, préfigurent le parcours des âmes cheminant vers la Jérusalem céleste symbolisée par le mont fortifié : la traversée périlleuse de la baie revêt une sorte de parcours initiatique. Des pèlerinages d'enfants sont relatés à partir du XIVe siècle. Le nombre de pèlerins ira croissant jusqu'à la guerre de Cent Ans, lorsque l'occupation anglaise au début du XVe siècle limitera l'accès au rocher qui résistera à l'occupant. Cette résistance apportera encore plus de crédibilité au pouvoir protecteur de saint Michel et l'attrait du mont va atteindre son apogée à l'issue de la guerre.
La promulgation de la Constitution civile du clergé lors de la Révolution apportera un coup d'arrêt aux pèlerinages. Les ordres religieux sont supprimés et l'abbaye est vidée puis transformée en prison. Plus rien ne permet d'accueillir, ni même d'attirer les pèlerins[à vérifier]. Des confréries parviennent cependant à organiser quelques pèlerinages vers l'église paroissiale Saint-Pierre au début du XIXe siècle, l'abbaye restant inaccessible.
La suppression de la prison et la mise à disposition de l'abbaye au culte en 1863 permirent la remise en place des structures destinées à l'accueil de pèlerins, sans pour autant atteindre l'ampleur des flux antérieurs au XVIIIe siècle.

## Les chemins montois
Il est établi qu'il n'existe qu'un seul chemin officiel pour venir au mont, la Véloscénie, qui n'a été recensé qu'en 2012. Les chemins de Compostelle ayant d'ailleurs été recensés au XIXe siècle en guise de comparaison. Les chemins ayant guidé les pèlerins ne peuvent être aujourd'hui décrits que par recoupement de témoignages manuscrits et par la toponymie des chemins ou lieux divers sur les différentes cartes. De même, les ponts, rares au Moyen Âge, étaient des passages obligés. Certains guides ont cependant été publiés afin de permettre aux pèlerins lettrés de suivre une route ayant fait ses preuves. La Guide des chemins, publiée en 1552 par Charles Estienne, décrivait ainsi des accès aux différents sites européens, mais les lecteurs potentiels étaient peu nombreux et le plus grand nombre de pèlerins n'avait pas accès à cette assistance.
Ces chemins montois constituent un réseau dense en forme de toile d'araignée. Près d'une dizaine sont dénombrés, sans tenir compte des dérivations secondaires. Les plus grandes cités aux abords de la baie du mont étaient évidemment traversées, offrant aux pèlerins toutes les structures d'accueil nécessaires. Caen et Rouen étaient étapes pour les voyageurs venant du nord de la France et de Flandre, Alençon, Le Mans ou Tours pour ceux provenant de contrées plus au centre du pays et Angers, Rennes ou Nantes pour les pèlerins en provenance du sud-ouest. Nantes était aussi sur la route des pèlerins cumulant les voyages au mont et à Saint-Jacques-de-Compostelle. En dehors de ces passages privilégiés, les grandes routes étaient également très empruntées, mais les itinéraires variaient beaucoup. Ainsi, Vire pouvait être sur le chemin de Caen ou de Rouen, mais le premier pouvait passer plus au nord (Étouvy-Saint-Sever) et le second plus au sud (Tinchebray).

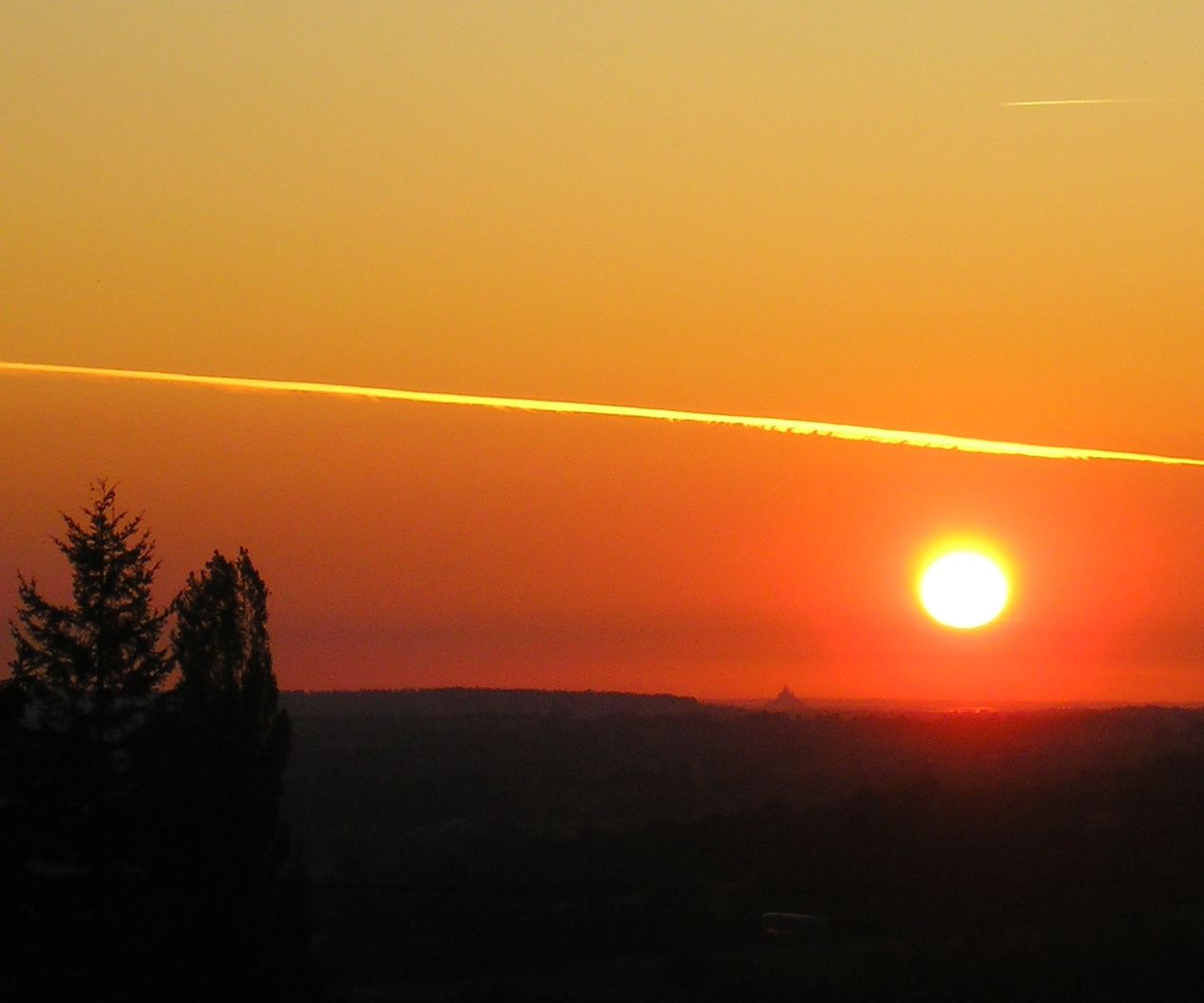
Le mont Saint-Michel aperçu du « montjoie » de Mortain

À proximité du mont, les « montjoies » était souvent recherchés par les pèlerins, permettant de se motiver pour les derniers kilomètres. Dans le sud-Manche, trois lieux sont bien connus pour leurs points de vue sur le mont : Saint-Michel-de-Montjoie, les hauteurs de Mortain et Montjoie-Saint-Martin. Le nombre de croix de chemins de cette région atteste, s'il en est besoin, le passage des voyageurs pour le mont Saint-Michel. Les cartes ou documents anciens mentionnent les appellations « chemins montais » sur certaines portions, jusqu'à Vimoutiers ou à Rouez-en-Champagne.
La traversée de la baie se faisait à partir de Genêts ou du Grouin du Sud (Vains) au nord, du Gué de l'Épine (Le Val-Saint-Père) à l'est et de Courtils ou de Beauvoir au sud.

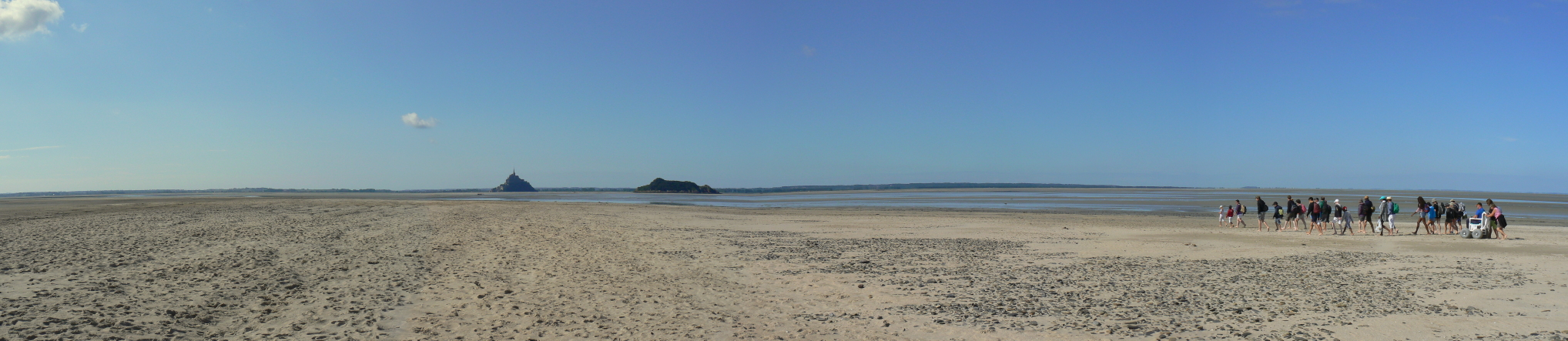
Traversée des grèves jusqu'au Mont-Saint-Michel depuis le Bec d'Andaine (Genêts)

### La Véloscénie
La Véloscénie est l'unique chemin officiel du pèlerinage du mont. Le chemin commence à Paris, et passe par Chartres et Alençon, avant de terminer sa course au mont Saint-Michel.

## Les pèlerins illustres
Ducs, princes et rois s'intéressent au mont et à la protection de Saint-Michel à partir de l'an mil. Henri II Plantagenêt, roi d'Angleterre, mais aussi duc de Normandie, vient plusieurs fois au mont après avoir soutenu l'élection de Robert de Torigni à la tête de l'abbaye. En novembre 1158, il y rencontre le roi de France Louis VII le Pieux pour une réconciliation qui se révèlera éphémère.
Les derniers Capétiens directs seront très assidus envers l'archange de la baie. Saint Louis vient à l'abbaye le jour de pâques 1256. Son fils, Philippe III, vient y remercier saint Michel de l'avoir préservé au retour de la huitième croisade. Philippe le Bel vient en 1307 et en 1310 en y apportant des reliques provenant de la Sainte-Chapelle.
Si les premiers Valois montrent moins de dévotion à l'égard de l'archange, Charles VI s'y rend en 1393, et surtout Louis XI se rend à quatre reprises sur le rocher, par spiritualité mais aussi par souci de montrer sa présence au voisin breton à l'époque de la ligue du Bien public.
François Ier par deux fois, puis en 1561 Charles IX et son frère, le futur Henri III furent les derniers monarques à venir en pèlerinage.

## Le pèlerinage et les chemins montois auXXIesiècle
Début 1998, une association loi de 1901, « Les Chemins du Mont-Saint-Michel », est créée afin de retrouver et de promouvoir les anciens chemins de pèlerinage menant au Mont-Saint-Michel. 
En 2009, l'association a modifié ses statuts et son intitulé, devenant Les chemins de saint Michel.

Soutenue par la Direction régionale des Affaires culturelles de la région Normandie, les conseils départementaux du Calvados, de la Manche et de l'Orne, l'association propose une nouvelle approche du site, restituant pleinement au Mont ses dimensions culturelles et spirituelles.

Le Conseil de l'Europe a attribué au réseau des chemins de saint-Michel le label Itinéraire culturel du Conseil de l'Europe en 2007.
Depuis mars 2020, « les pratiques d'itinérance et de pérégrination au Mont-Saint-Michel » sont inscrites à l'inventaire national du patrimoine culturel immatériel en vue d'une candidature d'inscription sur la liste du patrimoine culturel immatériel de l'humanité.

## Reprise du pèlerinage
Depuis mai 2025, le pèlerinage vers le mont Saint-Michel, ouvert à toute la France et au-delà, a repris. Pour cette première édition, pas moins de 500 pèlerins ont marché de la cathédrale de Saint-Malo jusqu’à l'abbaye du Mont-Saint-Michel.
La première édition du pèlerinage de toute la France vers le mont Saint-Michel s’est déroulée du 8 au 11 mai 2025, au départ de Saint-Malo, avec la bénédiction de Grégoire Cador, évêque de Coutances et Avranches[réf. nécessaire].
Ce pèlerinage est né à l’initiative de jeunes laïcs, avec le soutien du recteur du sanctuaire du Mont-Saint-Michel, qui en assure l’aumônerie.
Il a pour vocation de « rassembler toutes les régions, générations et sensibilités de l’Église catholique en France, dans une démarche de foi, d’unité et d’espérance »[réf. nécessaire].

#### Ouvrages utilisés pour la rédaction de l'article
- Pierre Bouet, Henry Decaëns, Juliane Hervieu, Vincent Juhel, Gaële de La Brosse et Thérèse Le Jeune, Les Chemins du Mont-Saint-Michel : En marche vers l'Archange, Paris, Desclée de Brouwer, 2010, 160 p. (ISBN 978-2-220-06198-6), p. 97-133.
- Jean-Luc Legros, Le Mont-Saint-Michel : Architecture et civilisation, Condé-sur-Noireau, Éditions Charles Corlet, mai 2005, 231 p. (ISBN 2-84706-188-6 et 2-86618-504-8), p. 124-135.

#### Autres ouvrages sur le sujet
- Clémence Robert, Le Mont Saint-Michel, Paris, Michel Lévy frères, 1876 (lire en ligne), « Les pèlerinages », p. 52-59.
- Mémoires de la Société des antiquaires de Normandie, Années 1827 et 1828, Caen, Mancel, 1828 (lire en ligne), « Recherches sur le Mont-Saint-Michel par M. de Gerville », p. 41-50
- François-Xavier Maigre, Sur la trace de l'archange, 450 km jusqu'au Mont-Saint-Michel, éditions Bayard, 2012.
- Bernard Ollivier, Sur le chemin des ducs : la Normandie à pied, de Rouen au Mont-Saint-Michel, Phébus, 2013  (ISBN 978-2-7529-0964-0).